# Славутич (пиво)
«Славутич» (латинізація «Slavutich») — торговельна марка пива, що випускається однойменною українською компанією «Славутич», власником якої є міжнародна пивна група Carlsberg  Group.
Історія торговельної марки розпочалася в травні 1998 року, коли на оновлених потужностях ВАТ «ПБК Славутич» в м. Запоріжжя був розпочатий випуск пива «Славутич».
У 2007 році відбулося повне оновлення бренду «Славутич Світле», за рахунок зміни дизайну етикетки, кришки і смаку пива.

## Історія
Відкрите акціонерне товариство «Пиво-безалкогольний комбінат „Славутич“» було створено на базі побудованого у 1974 році Запорізького пивзаводу № 2. Через два роки завод стає головним підприємством Запорізького
пивооб'єднання, до якого увійшли: пивзавод № 1 (Запоріжжя), Молочанський і Мелітопольський пивзаводи. Основні види діяльності — виробництво пива та вуглекислоти.
У 1992 році розпочалася приватизація підприємства, в процесі якої відбулася поетапна реорганізація заводу, спочатку — в орендне підприємство, а в серпні 1993 року — у відкрите акціонерне товариство.
З 1996 року, Відкрите акціонерне товариство "Пивобезалкогольний комбінат «Славутич» об'єднався з фірмою Baltic Beverages Holding (BBH).
У грудні 2001 року за рішенням ради директорів компанії Carlsberg Breweries «Славутич» отримав ліцензію на виробництво нової торгової марки пива — «Туборг».
У квітні 2000 року була підписана угода з компанією PepsiCo Inc, що надала ВАТ ПБК «Славутич» ексклюзивне право на виробництво та реалізацію в Україні безалкогольних напоїв «Pepsi», «Mirinda» та «7Up».
У червні 2004 року було відкрито новий Київський пивоварний завод «Славутич», рішення про будівництво було прийняте у 2002 році.

## Маркетинг
Рекламні кампанії торговельної марки останніх років експлуатують образи чоловічої дружби і спілкування в теплій компанії друзів. Наприклад, слоган під яким пройшла остання рекламна кампанія торговельної марки: «Славутич. Своя компанія».

## Частка ринку
Згідно з інформацією виробника, за підсумками 2008 року ТМ «Славутич» належить 7.3 % українського ринку пива, а в першому півріччі 2009 років частка ринку склала 6.7 % .

## Сорти пива «Славутич»
- «Славутич Світле» — алкоголь: 4.3 %, щільність: 11.0 %, тара: пляшка 0,5л.; банка 0,5л.; ПЕТ зелений СуперПАК 1л., 2л.; КЕГ 50л.
- «Славутич Преміум» — алкоголь: 5.0 %, щільність: 12.0 %, тара: пляшка 0,33л., 0,5л.; банка 0,33л., 0,5л.; ПЕТ СуперПАК 1л.; КЕГ 30л.
- «Славутич Міцне» — алкоголь: 7.2 %, щільність: 15.5 %, тара: пляшка 0,5л.; ПЕТ СуперПАК 1л., 2л.
- «Славутич Безалкогольне» — алкоголь: 0.5 %, щільність: 11.5 %, тара: пляшка 0,5л.
- «Славутич Айс» — льодове пиво; алкоголь: 5.0 %, щільність: 11.0 %, тара: пляшка 0,33л., 0,5л.; банка 0,5л.